# Dymasius gracilicornis
Dymasius gracilicornis är en skalbaggsart som beskrevs av Hüdepohl 1998. Dymasius gracilicornis ingår i släktet Dymasius och familjen långhorningar. Inga underarter finns listade i Catalogue of Life.